# Pohár federace 1966

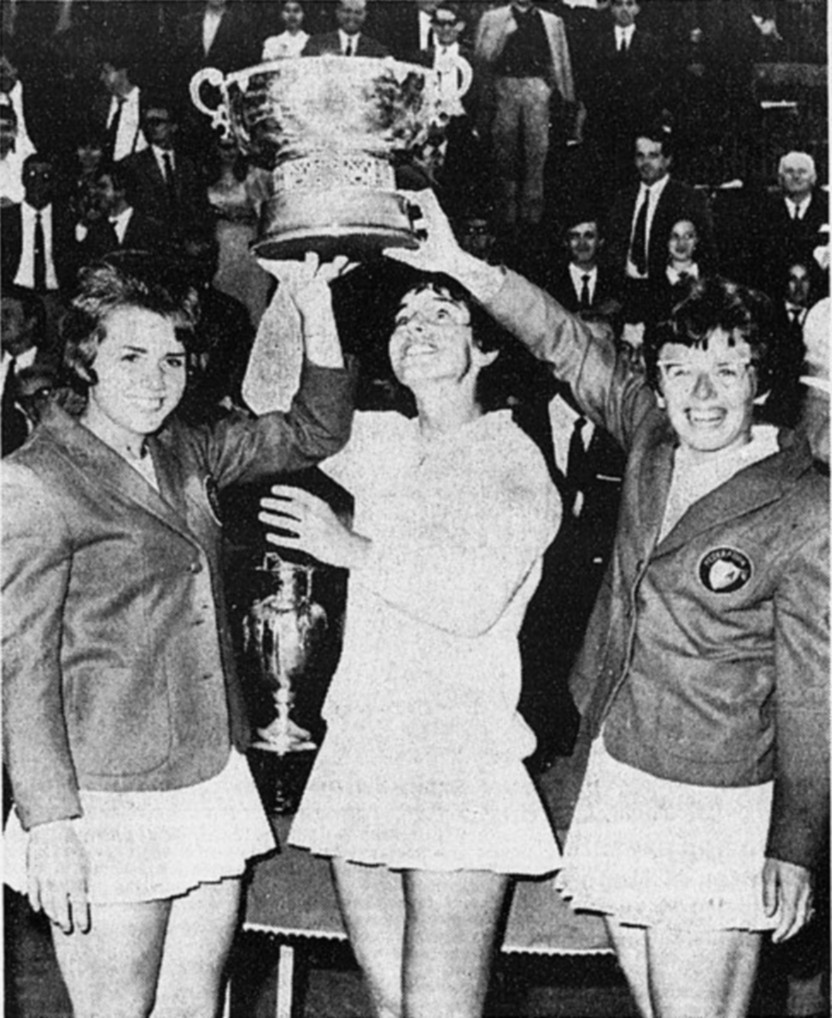
Americké vítězky Carole Graebnerová, Julie Heldmanová a Billie Jean Kingová s pohárem, Turín 1966

Pohár federace 1966 byl 4. ročník týmové tenisové soutěže žen v Poháru federace, od roku 1995 konané pod názvem Fed Cup. Soutěž se odehrála mezi 10. až 16. květnem 1966 na otevřených antukových dvorcích. Turnaj proběhl podruhé na evropském kontinentu, když se dějištěm stal oddíl Turin Press Sporting Club v italském Turínu.
Turnaje se zúčastnilo dvacet jedna zemí. Druhé vítězství si připsalo družstvo Spojených států amerických, které ve finále zdolalo hráčky Západního Německa. Poprvé se tak do závěrečného boje o titul neprobojovaly Australanky. Výhru Američankám zajistily dvěma body z dvouher Billie Jean Kingová a Julie Heldmanová, když porazily Helgu Niessenovou a Eddu Budingovou. Kingová pak spolu Carole Graebnerovou vyhrály také čtyřhru.
Turnaj zahrnoval hlavní soutěž hranou vyřazovacím systémem, z níž vzešel celkový vítěz Poháru federace.

## Turnaj

### Účastníci
| Účastníci       | Účastníci      | Účastníci      | Účastníci        |
| Argentina       | Austrálie      | Rakousko       | Belgie           |
| Bulharsko       | Kanada         | Československo | Východní Německo |
| Francie         | Velká Británie | Maďarsko       | Itálie           |
| Maroko          | Nizozemsko     | Polsko         | Rhodesie         |
| Jižní Afrika    | Švédsko        | Švýcarsko      | Spojené státy    |
| Západní Německo |                |                |                  |
| --------------- | -------------- | -------------- | ---------------- |

### Pavouk
|  | První kolo 10. května | První kolo 10. května | První kolo 10. května |                |          | Druhé kolo 12. května | Druhé kolo 12. května | Druhé kolo 12. května |   |  | Čtvrtfinále 13. května | Čtvrtfinále 13. května | Čtvrtfinále 13. května |   |  | Semifinále 14. května | Semifinále 14. května | Semifinále 14. května |  |  | Finále 15. května | Finále 15. května | Finále 15. května |
|  |                       |                       |                       |                |          |                       |                       |                       |   |  |                        |                        |                        |   |  |                       |                       |                       |  |  |                   |                   |                   |
|  |                       |                       |                       |                |          |                       |                       |                       |   |  |                        |                        |                        |   |  |                       |                       |                       |  |  |                   |                   |                   |
|  |                       |                       | Austrálie             | 3              |          |                       |                       |                       |   |  |                        |                        |                        |   |  |                       |                       |                       |  |  |                   |                   |                   |
|  |                       |                       |                       | 3              |          |                       |                       |                       |   |  |                        |                        |                        |   |  |                       |                       |                       |  |  |                   |                   |                   |
|  |                       |                       |                       | Švýcarsko      | 0        |                       |                       |                       |   |  |                        |                        |                        |   |  |                       |                       |                       |  |  |                   |                   |                   |
|  |                       |                       |                       | Švýcarsko      | 0        |                       |                       |                       |   |  |                        |                        |                        |   |  |                       |                       |                       |  |  |                   |                   |                   |
|  |                       |                       |                       |                |          |                       |                       |                       |   |  |                        |                        |                        |   |  |                       |                       |                       |  |  |                   |                   |                   |
|  |                       |                       |                       |                |          |                       |                       |                       |   |  |                        |                        |                        |   |  |                       |                       |                       |  |  |                   |                   |                   |
|  |                       |                       |                       |                |          |                       |                       | Austrálie             | 2 |  |                        |                        |                        |   |  |                       |                       |                       |  |  |                   |                   |                   |
|  |                       |                       |                       |                |          |                       |                       |                       | 2 |  |                        |                        |                        |   |  |                       |                       |                       |  |  |                   |                   |                   |
|  |                       |                       | Nizozemsko            | 1              |          |                       |                       |                       |   |  |                        |                        |                        |   |  |                       |                       |                       |  |  |                   |                   |                   |
|  |                       |                       | Nizozemsko            | 1              |          |                       |                       |                       |   |  |                        |                        |                        |   |  |                       |                       |                       |  |  |                   |                   |                   |
|  |                       |                       |                       |                |          |                       |                       |                       |   |  |                        |                        |                        |   |  |                       |                       |                       |  |  |                   |                   |                   |
|  |                       |                       |                       |                |          |                       |                       |                       |   |  |                        |                        |                        |   |  |                       |                       |                       |  |  |                   |                   |                   |
|  |                       |                       | Jižní Afrika          | 1              |          |                       |                       |                       |   |  |                        |                        |                        |   |  |                       |                       |                       |  |  |                   |                   |                   |
|  |                       |                       |                       | 1              |          |                       |                       |                       |   |  |                        |                        |                        |   |  |                       |                       |                       |  |  |                   |                   |                   |
|  |                       |                       |                       | Nizozemsko     | 2        |                       |                       |                       |   |  |                        |                        |                        |   |  |                       |                       |                       |  |  |                   |                   |                   |
|  |                       |                       |                       | Nizozemsko     | 2        |                       |                       |                       |   |  |                        |                        |                        |   |  |                       |                       |                       |  |  |                   |                   |                   |
|  |                       |                       |                       |                |          |                       |                       |                       |   |  |                        |                        |                        |   |  |                       |                       |                       |  |  |                   |                   |                   |
|  |                       |                       |                       |                |          |                       |                       |                       |   |  |                        |                        |                        |   |  |                       |                       |                       |  |  |                   |                   |                   |
|  |                       |                       |                       |                |          |                       |                       |                       |   |  |                        |                        | Austrálie              | 1 |  |                       |                       |                       |  |  |                   |                   |                   |
|  |                       |                       |                       |                |          |                       |                       |                       |   |  |                        |                        |                        |   |  |                       |                       |                       |  |  |                   |                   |                   |
|  |                       |                       | Západní Německo       | 2              |          |                       |                       |                       |   |  |                        |                        |                        |   |  |                       |                       |                       |  |  |                   |                   |                   |
|  |                       |                       | Západní Německo       | 2              |          |                       |                       |                       |   |  |                        |                        |                        |   |  |                       |                       |                       |  |  |                   |                   |                   |
|  |                       |                       |                       |                |          |                       |                       |                       |   |  |                        |                        |                        |   |  |                       |                       |                       |  |  |                   |                   |                   |
|  |                       |                       |                       |                |          |                       |                       |                       |   |  |                        |                        |                        |   |  |                       |                       |                       |  |  |                   |                   |                   |
|  |                       |                       | Západní Německo       | 3              |          |                       |                       |                       |   |  |                        |                        |                        |   |  |                       |                       |                       |  |  |                   |                   |                   |
|  |                       |                       |                       | 3              |          |                       |                       |                       |   |  |                        |                        |                        |   |  |                       |                       |                       |  |  |                   |                   |                   |
|  |                       |                       |                       | Argentina      | 0        |                       |                       |                       |   |  |                        |                        |                        |   |  |                       |                       |                       |  |  |                   |                   |                   |
|  |                       |                       |                       | Argentina      | 0        |                       |                       |                       |   |  |                        |                        |                        |   |  |                       |                       |                       |  |  |                   |                   |                   |
|  |                       |                       |                       |                |          |                       |                       |                       |   |  |                        |                        |                        |   |  |                       |                       |                       |  |  |                   |                   |                   |
|  |                       |                       |                       |                |          |                       |                       |                       |   |  |                        |                        |                        |   |  |                       |                       |                       |  |  |                   |                   |                   |
|  |                       |                       |                       |                |          |                       |                       | Západní Německo       | 2 |  |                        |                        |                        |   |  |                       |                       |                       |  |  |                   |                   |                   |
|  |                       |                       |                       |                |          |                       |                       |                       | 2 |  |                        |                        |                        |   |  |                       |                       |                       |  |  |                   |                   |                   |
|  |                       |                       | Itálie                | 1              |          |                       |                       |                       |   |  |                        |                        |                        |   |  |                       |                       |                       |  |  |                   |                   |                   |
|  |                       | Rakousko              | Itálie                | 1              | 0        |                       |                       |                       |   |  |                        |                        |                        |   |  |                       |                       |                       |  |  |                   |                   |                   |
|  |                       | Rakousko              |                       |                | 0        |                       |                       |                       |   |  |                        |                        |                        |   |  |                       |                       |                       |  |  |                   |                   |                   |
|  |                       | Rhodesie              | 3                     |                |          |                       |                       |                       |   |  |                        |                        |                        |   |  |                       |                       |                       |  |  |                   |                   |                   |
|  |                       | Rhodesie              | 3                     |                | Rhodesie | 0                     |                       |                       |   |  |                        |                        |                        |   |  |                       |                       |                       |  |  |                   |                   |                   |
|  |                       |                       |                       |                | Rhodesie | 0                     |                       |                       |   |  |                        |                        |                        |   |  |                       |                       |                       |  |  |                   |                   |                   |
|  |                       |                       |                       | Itálie         | 3        |                       |                       |                       |   |  |                        |                        |                        |   |  |                       |                       |                       |  |  |                   |                   |                   |
|  |                       |                       |                       | Itálie         | 3        |                       |                       |                       |   |  |                        |                        |                        |   |  |                       |                       |                       |  |  |                   |                   |                   |
|  |                       |                       |                       |                |          |                       |                       |                       |   |  |                        |                        |                        |   |  |                       |                       |                       |  |  |                   |                   |                   |
|  |                       |                       |                       |                |          |                       |                       |                       |   |  |                        |                        |                        |   |  |                       |                       |                       |  |  |                   | Západní Německo   | 0                 |
|  |                       |                       |                       |                |          |                       |                       |                       |   |  |                        |                        |                        |   |  |                       |                       |                       |  |  |                   | Západní Německo   | 0                 |
|  |                       |                       |                       |                |          |                       |                       |                       |   |  |                        |                        |                        |   |  |                       |                       |                       |  |  |                   | Spojené státy     | 3                 |
|  |                       |                       |                       |                |          |                       |                       |                       |   |  |                        |                        |                        |   |  |                       |                       |                       |  |  |                   | Spojené státy     | 3                 |
|  |                       | Kanada                | 2                     |                |          |                       |                       |                       |   |  |                        |                        |                        |   |  |                       |                       |                       |  |  |                   |                   |                   |
|  |                       | Bulharsko             | 1                     |                |          |                       |                       |                       |   |  |                        |                        |                        |   |  |                       |                       |                       |  |  |                   |                   |                   |
|  |                       | Bulharsko             | 1                     |                | Kanada   | 0                     |                       |                       |   |  |                        |                        |                        |   |  |                       |                       |                       |  |  |                   |                   |                   |
|  |                       |                       |                       |                | Kanada   | 0                     |                       |                       |   |  |                        |                        |                        |   |  |                       |                       |                       |  |  |                   |                   |                   |
|  |                       |                       |                       | Velká Británie | 3        |                       |                       |                       |   |  |                        |                        |                        |   |  |                       |                       |                       |  |  |                   |                   |                   |
|  |                       |                       |                       | Velká Británie | 3        |                       |                       |                       |   |  |                        |                        |                        |   |  |                       |                       |                       |  |  |                   |                   |                   |
|  |                       |                       |                       |                |          |                       |                       |                       |   |  |                        |                        |                        |   |  |                       |                       |                       |  |  |                   |                   |                   |
|  |                       |                       |                       |                |          |                       |                       |                       |   |  |                        |                        |                        |   |  |                       |                       |                       |  |  |                   |                   |                   |
|  |                       |                       |                       |                |          |                       |                       | Velká Británie        | 3 |  |                        |                        |                        |   |  |                       |                       |                       |  |  |                   |                   |                   |
|  |                       |                       |                       |                |          |                       |                       |                       | 3 |  |                        |                        |                        |   |  |                       |                       |                       |  |  |                   |                   |                   |
|  |                       |                       | Československo        | 0              |          |                       |                       |                       |   |  |                        |                        |                        |   |  |                       |                       |                       |  |  |                   |                   |                   |
|  |                       | Východní Německo      | Československo        | 0              | w/o      |                       |                       |                       |   |  |                        |                        |                        |   |  |                       |                       |                       |  |  |                   |                   |                   |
|  |                       | Východní Německo      |                       |                | w/o      |                       |                       |                       |   |  |                        |                        |                        |   |  |                       |                       |                       |  |  |                   |                   |                   |
|  |                       | Polsko                |                       |                |          |                       |                       |                       |   |  |                        |                        |                        |   |  |                       |                       |                       |  |  |                   |                   |                   |
|  |                       |                       | Polsko                | 0              |          |                       |                       |                       |   |  |                        |                        |                        |   |  |                       |                       |                       |  |  |                   |                   |                   |
|  |                       |                       |                       | 0              |          |                       |                       |                       |   |  |                        |                        |                        |   |  |                       |                       |                       |  |  |                   |                   |                   |
|  |                       |                       |                       | Československo | 3        |                       |                       |                       |   |  |                        |                        |                        |   |  |                       |                       |                       |  |  |                   |                   |                   |
|  |                       |                       |                       | Československo | 3        |                       |                       |                       |   |  |                        |                        |                        |   |  |                       |                       |                       |  |  |                   |                   |                   |
|  |                       |                       |                       |                |          |                       |                       |                       |   |  |                        |                        |                        |   |  |                       |                       |                       |  |  |                   |                   |                   |
|  |                       |                       |                       |                |          |                       |                       |                       |   |  |                        |                        |                        |   |  |                       |                       |                       |  |  |                   |                   |                   |
|  |                       |                       |                       |                |          |                       |                       |                       |   |  |                        |                        | Velká Británie         | 1 |  |                       |                       |                       |  |  |                   |                   |                   |
|  |                       |                       |                       |                |          |                       |                       |                       |   |  |                        |                        |                        |   |  |                       |                       |                       |  |  |                   |                   |                   |
|  |                       |                       | Spojené státy         | 2              |          |                       |                       |                       |   |  |                        |                        |                        |   |  |                       |                       |                       |  |  |                   |                   |                   |
|  |                       | Belgie                | Spojené státy         | 2              | 1        |                       |                       |                       |   |  |                        |                        |                        |   |  |                       |                       |                       |  |  |                   |                   |                   |
|  |                       | Belgie                |                       |                | 1        |                       |                       |                       |   |  |                        |                        |                        |   |  |                       |                       |                       |  |  |                   |                   |                   |
|  |                       | Maďarsko              | 2                     |                |          |                       |                       |                       |   |  |                        |                        |                        |   |  |                       |                       |                       |  |  |                   |                   |                   |
|  |                       | Maďarsko              | 2                     |                | Maďarsko | 1                     |                       |                       |   |  |                        |                        |                        |   |  |                       |                       |                       |  |  |                   |                   |                   |
|  |                       |                       |                       |                | Maďarsko | 1                     |                       |                       |   |  |                        |                        |                        |   |  |                       |                       |                       |  |  |                   |                   |                   |
|  |                       |                       |                       | Francie        | 2        |                       |                       |                       |   |  |                        |                        |                        |   |  |                       |                       |                       |  |  |                   |                   |                   |
|  |                       |                       |                       | Francie        | 2        |                       |                       |                       |   |  |                        |                        |                        |   |  |                       |                       |                       |  |  |                   |                   |                   |
|  |                       |                       |                       |                |          |                       |                       |                       |   |  |                        |                        |                        |   |  |                       |                       |                       |  |  |                   |                   |                   |
|  |                       |                       |                       |                |          |                       |                       |                       |   |  |                        |                        |                        |   |  |                       |                       |                       |  |  |                   |                   |                   |
|  |                       |                       |                       |                |          |                       |                       | Francie               | 1 |  |                        |                        |                        |   |  |                       |                       |                       |  |  |                   |                   |                   |
|  |                       |                       |                       |                |          |                       |                       |                       | 1 |  |                        |                        |                        |   |  |                       |                       |                       |  |  |                   |                   |                   |
|  |                       |                       | Spojené státy         | 2              |          |                       |                       |                       |   |  |                        |                        |                        |   |  |                       |                       |                       |  |  |                   |                   |                   |
|  |                       | Maroko                | Spojené státy         | 2              | 0        |                       |                       |                       |   |  |                        |                        |                        |   |  |                       |                       |                       |  |  |                   |                   |                   |
|  |                       | Maroko                |                       |                | 0        |                       |                       |                       |   |  |                        |                        |                        |   |  |                       |                       |                       |  |  |                   |                   |                   |
|  |                       | Švédsko               | 3                     |                |          |                       |                       |                       |   |  |                        |                        |                        |   |  |                       |                       |                       |  |  |                   |                   |                   |
|  |                       | Švédsko               | 3                     |                | Švédsko  | 0                     |                       |                       |   |  |                        |                        |                        |   |  |                       |                       |                       |  |  |                   |                   |                   |
|  |                       |                       |                       |                | Švédsko  | 0                     |                       |                       |   |  |                        |                        |                        |   |  |                       |                       |                       |  |  |                   |                   |                   |
|  |                       |                       |                       | Spojené státy  | 3        |                       |                       |                       |   |  |                        |                        |                        |   |  |                       |                       |                       |  |  |                   |                   |                   |
|  |                       |                       |                       | Spojené státy  | 3        |                       |                       |                       |   |  |                        |                        |                        |   |  |                       |                       |                       |  |  |                   |                   |                   |
|  |                       |                       |                       |                |          |                       |                       |                       |   |  |                        |                        |                        |   |  |                       |                       |                       |  |  |                   |                   |                   |

### První kolo

#### Rakousko vs. Rhodesie
| | Rakousko | 0 :                                                                      | 3    | Rhodesie |     |  |
| --- | -------- | ------------------------------------------------------------------------ | ---- | -------- | --- |  |
| Turin Press Sporting Club, Turín, Itálie 10. května 1966 antuka (venku) |          |                                                                          |      |          |     |  |
| \| \| \| \| 1. \| 2. \| 3. \| \| \| -- \| \| ------------------------------------------------------------------------ \| ---- \| --- \| --- \| \| \| 1. \| \| Sonja Pachtová Patricia Walkdenová \| 2 6 \| 4 6 \| \| \| \| 2. \| \| Monika Hassmannová Joan Walkerová \| 9 11 \| 2 6 \| \| \| \| 3. \| \| Monika Hassmannová / Sonja Pachtová Patricia Walkdenová / Joan Walkerová \| 4 6 \| 8 6 \| 4 6 \| \| \| \| \| \| \| \| \| \| \| \| \| \| \| \| \| \| \| \| \| \| \| \| \| \| \| \| \| \| \| \| \| \| \| \| \| \| \| \| \| \| |          |                                                                          |      |          |     |  |
| |          |                                                                          | 1.   | 2.       | 3.  |  |
| 1. |          | Sonja Pachtová Patricia Walkdenová                                       | 2 6  | 4 6      |     |  |
| 2. |          | Monika Hassmannová Joan Walkerová                                        | 9 11 | 2 6      |     |  |
| 3. |          | Monika Hassmannová / Sonja Pachtová Patricia Walkdenová / Joan Walkerová | 4 6  | 8 6      | 4 6 |  |
| |          |                                                                          |      |          |     |  |
| |          |                                                                          |      |          |     |  |
| |          |                                                                          |      |          |     |  |
| |          |                                                                          |      |          |     |  |
| |          |                                                                          |      |          |     |  |

#### Kanada vs. Bulharsko
| | Kanada | 2 :                                                                 | 1   | Bulharsko |     |  |
| --- | ------ | ------------------------------------------------------------------- | --- | --------- | --- |  |
| Turin Press Sporting Club, Turín, Itálie 10. května 1966 antuka (venku) |        |                                                                     |     |           |     |  |
| \| \| \| \| 1. \| 2. \| 3. \| \| \| -- \| \| ------------------------------------------------------------------- \| --- \| --- \| --- \| \| \| 1. \| \| Vicky Bernerová Maria Chakarovová \| 2 6 \| 6 1 \| 2 6 \| \| \| 2. \| \| Faye Urbanová Lubka Radkovová \| 6 3 \| 6 0 \| \| \| \| 3. \| \| Vicky Bernerová / Faye Urbanová Maria Chakarovová / Lubka Radkovová \| 6 1 \| 6 0 \| \| \| \| \| \| \| \| \| \| \| \| \| \| \| \| \| \| \| \| \| \| \| \| \| \| \| \| \| \| \| \| \| \| \| \| \| \| \| \| \| \| \| |        |                                                                     |     |           |     |  |
| |        |                                                                     | 1.  | 2.        | 3.  |  |
| 1. |        | Vicky Bernerová Maria Chakarovová                                   | 2 6 | 6 1       | 2 6 |  |
| 2. |        | Faye Urbanová Lubka Radkovová                                       | 6 3 | 6 0       |     |  |
| 3. |        | Vicky Bernerová / Faye Urbanová Maria Chakarovová / Lubka Radkovová | 6 1 | 6 0       |     |  |
| |        |                                                                     |     |           |     |  |
| |        |                                                                     |     |           |     |  |
| |        |                                                                     |     |           |     |  |
| |        |                                                                     |     |           |     |  |
| |        |                                                                     |     |           |     |  |

#### Belgie vs. Maďarsko
| | Belgie | 1 :                                                                          | 2   | Maďarsko |     |  |
| --- | ------ | ---------------------------------------------------------------------------- | --- | -------- | --- |  |
| Turin Press Sporting Club, Turín, Itálie 10. května 1966 antuka (venku) |        |                                                                              |     |          |     |  |
| \| \| \| \| 1. \| 2. \| 3. \| \| \| -- \| \| ---------------------------------------------------------------------------- \| --- \| --- \| --- \| \| \| 1. \| \| Christiane Mercelisová Klara Bardoczyová \| 6 3 \| 5 7 \| 4 6 \| \| \| 2. \| \| Michele Kahnová Erzsébet Széllová \| 0 6 \| 3 6 \| \| \| \| 3. \| \| Monique Bedoretová / Christiane Mercelisová Klara Bardóczyová / Eva Szabóová \| 4 6 \| 6 1 \| 6 2 \| \| \| \| \| \| \| \| \| \| \| \| \| \| \| \| \| \| \| \| \| \| \| \| \| \| \| \| \| \| \| \| \| \| \| \| \| \| \| \| \| \| |        |                                                                              |     |          |     |  |
| |        |                                                                              | 1.  | 2.       | 3.  |  |
| 1. |        | Christiane Mercelisová Klara Bardoczyová                                     | 6 3 | 5 7      | 4 6 |  |
| 2. |        | Michele Kahnová Erzsébet Széllová                                            | 0 6 | 3 6      |     |  |
| 3. |        | Monique Bedoretová / Christiane Mercelisová Klara Bardóczyová / Eva Szabóová | 4 6 | 6 1      | 6 2 |  |
| |        |                                                                              |     |          |     |  |
| |        |                                                                              |     |          |     |  |
| |        |                                                                              |     |          |     |  |
| |        |                                                                              |     |          |     |  |
| |        |                                                                              |     |          |     |  |

#### Maroko vs. Švédsko
| | Maroko | 0 :                                                                              | 3   | Švédsko |     |  |
| --- | ------ | -------------------------------------------------------------------------------- | --- | ------- | --- |  |
| Turin Press Sporting Club, Turín, Itálie 10. května 1966 antuka (venku) |        |                                                                                  |     |         |     |  |
| \| \| \| \| 1. \| 2. \| 3. \| \| \| -- \| \| -------------------------------------------------------------------------------- \| --- \| --- \| --- \| \| \| 1. \| \| Jacqueline Moralesová Christina Sandbergová \| 9 7 \| 3 6 \| 2 6 \| \| \| 2. \| \| Francoise Repouxová Eva Lindquistová \| 2 6 \| 4 6 \| \| \| \| 3. \| \| Jacqueline Moralesová / Francoise Repouxová Ingrid Bentzerová / Eva Lindquistová \| 5 7 \| 5 7 \| \| \| \| \| \| \| \| \| \| \| \| \| \| \| \| \| \| \| \| \| \| \| \| \| \| \| \| \| \| \| \| \| \| \| \| \| \| \| \| \| \| \| |        |                                                                                  |     |         |     |  |
| |        |                                                                                  | 1.  | 2.      | 3.  |  |
| 1. |        | Jacqueline Moralesová Christina Sandbergová                                      | 9 7 | 3 6     | 2 6 |  |
| 2. |        | Francoise Repouxová Eva Lindquistová                                             | 2 6 | 4 6     |     |  |
| 3. |        | Jacqueline Moralesová / Francoise Repouxová Ingrid Bentzerová / Eva Lindquistová | 5 7 | 5 7     |     |  |
| |        |                                                                                  |     |         |     |  |
| |        |                                                                                  |     |         |     |  |
| |        |                                                                                  |     |         |     |  |
| |        |                                                                                  |     |         |     |  |
| |        |                                                                                  |     |         |     |  |

### Druhé kolo

#### Austrálie vs. Švýcarsko
| | Austrálie | 3 :                                                                    | 0   | Švýcarsko |    |  |
| --- | --------- | ---------------------------------------------------------------------- | --- | --------- | -- |  |
| Turin Press Sporting Club, Turín, Itálie 12. května 1966 antuka (venku) |           |                                                                        |     |           |    |  |
| \| \| \| \| 1. \| 2. \| 3. \| \| \| -- \| \| ---------------------------------------------------------------------- \| --- \| --- \| -- \| \| \| 1. \| \| Judy Tegartová Sonja Fetzová \| 6 0 \| 6 0 \| \| \| \| 2. \| \| Gail Benedettiová Anne-Marie Studerová \| 6 1 \| 6 2 \| \| \| \| 3. \| \| Karen Krantzckeová / Judy Tegartová Janine Bourgnonová / Sonja Fetzová \| 6 0 \| 6 2 \| \| \| \| \| \| \| \| \| \| \| \| \| \| \| \| \| \| \| \| \| \| \| \| \| \| \| \| \| \| \| \| \| \| \| \| \| \| \| \| \| \| \| |           |                                                                        |     |           |    |  |
| |           |                                                                        | 1.  | 2.        | 3. |  |
| 1. |           | Judy Tegartová Sonja Fetzová                                           | 6 0 | 6 0       |    |  |
| 2. |           | Gail Benedettiová Anne-Marie Studerová                                 | 6 1 | 6 2       |    |  |
| 3. |           | Karen Krantzckeová / Judy Tegartová Janine Bourgnonová / Sonja Fetzová | 6 0 | 6 2       |    |  |
| |           |                                                                        |     |           |    |  |
| |           |                                                                        |     |           |    |  |
| |           |                                                                        |     |           |    |  |
| |           |                                                                        |     |           |    |  |
| |           |                                                                        |     |           |    |  |

#### Jihoafrická republika vs. Nizozemsko
| | Jihoafrická republika | 1 :                                                                         | 2   | Nizozemsko |     |  |
| --- | --------------------- | --------------------------------------------------------------------------- | --- | ---------- | --- |  |
| Turin Press Sporting Club, Turín, Itálie 12. května 1966 antuka (venku) |                       |                                                                             |     |            |     |  |
| \| \| \| \| 1. \| 2. \| 3. \| \| \| -- \| \| --------------------------------------------------------------------------- \| --- \| --- \| --- \| \| \| 1. \| \| Annette Du Plooyová Els Veentjerová \| 6 4 \| 6 2 \| \| \| \| 2. \| \| Esme Emanuelová Gertruida Walhofová \| 3 6 \| 6 1 \| 1 6 \| \| \| 3. \| \| Esme Emanuelová / Annette Du Plooyová Gertruida Walhofová / Els Veentjerová \| 6 8 \| 6 3 \| 2 6 \| \| \| \| \| \| \| \| \| \| \| \| \| \| \| \| \| \| \| \| \| \| \| \| \| \| \| \| \| \| \| \| \| \| \| \| \| \| \| \| \| \| |                       |                                                                             |     |            |     |  |
| |                       |                                                                             | 1.  | 2.         | 3.  |  |
| 1. |                       | Annette Du Plooyová Els Veentjerová                                         | 6 4 | 6 2        |     |  |
| 2. |                       | Esme Emanuelová Gertruida Walhofová                                         | 3 6 | 6 1        | 1 6 |  |
| 3. |                       | Esme Emanuelová / Annette Du Plooyová Gertruida Walhofová / Els Veentjerová | 6 8 | 6 3        | 2 6 |  |
| |                       |                                                                             |     |            |     |  |
| |                       |                                                                             |     |            |     |  |
| |                       |                                                                             |     |            |     |  |
| |                       |                                                                             |     |            |     |  |
| |                       |                                                                             |     |            |     |  |

#### Západní Německo vs. Argentina
| | Západní Německo | 3 :                                                                   | 0   | Argentina |    |  |
| --- | --------------- | --------------------------------------------------------------------- | --- | --------- | -- |  |
| Turin Press Sporting Club, Turín, Itálie 12. května 1966 antuka (venku) |                 |                                                                       |     |           |    |  |
| \| \| \| \| 1. \| 2. \| 3. \| \| \| -- \| \| --------------------------------------------------------------------- \| --- \| --- \| -- \| \| \| 1. \| \| Edda Budingová Norma Baylonová \| 6 4 \| 6 4 \| \| \| \| 2. \| \| Helga Niessen Graciela Moranová \| 6 0 \| 6 3 \| \| \| \| 3. \| \| Edda Budingová / Helga Höslová Raquel Giscafreová / Graciela Moranová \| 6 4 \| 6 1 \| \| \| \| \| \| \| \| \| \| \| \| \| \| \| \| \| \| \| \| \| \| \| \| \| \| \| \| \| \| \| \| \| \| \| \| \| \| \| \| \| \| \| |                 |                                                                       |     |           |    |  |
| |                 |                                                                       | 1.  | 2.        | 3. |  |
| 1. |                 | Edda Budingová Norma Baylonová                                        | 6 4 | 6 4       |    |  |
| 2. |                 | Helga Niessen Graciela Moranová                                       | 6 0 | 6 3       |    |  |
| 3. |                 | Edda Budingová / Helga Höslová Raquel Giscafreová / Graciela Moranová | 6 4 | 6 1       |    |  |
| |                 |                                                                       |     |           |    |  |
| |                 |                                                                       |     |           |    |  |
| |                 |                                                                       |     |           |    |  |
| |                 |                                                                       |     |           |    |  |
| |                 |                                                                       |     |           |    |  |

#### Rhodesie vs. Itálie
| | Rhodesie | 0 :                                                                              | 3   | Itálie |     |  |
| --- | -------- | -------------------------------------------------------------------------------- | --- | ------ | --- |  |
| Turin Press Sporting Club, Turín, Itálie 12. května 1966 antuka (venku) |          |                                                                                  |     |        |     |  |
| \| \| \| \| 1. \| 2. \| 3. \| \| \| -- \| \| -------------------------------------------------------------------------------- \| --- \| --- \| --- \| \| \| 1. \| \| Patricia Walkdenová Lea Pericoliová \| 2 6 \| 6 4 \| 4 6 \| \| \| 2. \| \| Joan Walkerová Maria-Teresa Riedlová \| 1 6 \| 2 6 \| \| \| \| 3. \| \| Patricia Walkdenová / Joan Walkerová Sylvana Lazzarinová / Maria-Teresa Riedlová \| 2 6 \| 3 6 \| \| \| \| \| \| \| \| \| \| \| \| \| \| \| \| \| \| \| \| \| \| \| \| \| \| \| \| \| \| \| \| \| \| \| \| \| \| \| \| \| \| \| |          |                                                                                  |     |        |     |  |
| |          |                                                                                  | 1.  | 2.     | 3.  |  |
| 1. |          | Patricia Walkdenová Lea Pericoliová                                              | 2 6 | 6 4    | 4 6 |  |
| 2. |          | Joan Walkerová Maria-Teresa Riedlová                                             | 1 6 | 2 6    |     |  |
| 3. |          | Patricia Walkdenová / Joan Walkerová Sylvana Lazzarinová / Maria-Teresa Riedlová | 2 6 | 3 6    |     |  |
| |          |                                                                                  |     |        |     |  |
| |          |                                                                                  |     |        |     |  |
| |          |                                                                                  |     |        |     |  |
| |          |                                                                                  |     |        |     |  |
| |          |                                                                                  |     |        |     |  |

#### Kanada vs. Velká Británie
| | Kanada | 0 :                                                                           | 3   | Velká Británie |    |  |
| --- | ------ | ----------------------------------------------------------------------------- | --- | -------------- | -- |  |
| Turin Press Sporting Club, Turín, Itálie 12. května 1966 antuka (venku) |        |                                                                               |     |                |    |  |
| \| \| \| \| 1. \| 2. \| 3. \| \| \| -- \| \| ----------------------------------------------------------------------------- \| --- \| --- \| -- \| \| \| 1. \| \| Vicky Bernerová Ann Haydonová-Jonesová \| 0 6 \| 3 6 \| \| \| \| 2. \| \| Faye Urbanová Winnie Shawová \| 2 6 \| 2 6 \| \| \| \| 3. \| \| Brenda Nunnsová / Faye Urbanová Ann Haydonová-Jonesová / Elizabeth Starkieová \| 6 8 \| 3 6 \| \| \| \| \| \| \| \| \| \| \| \| \| \| \| \| \| \| \| \| \| \| \| \| \| \| \| \| \| \| \| \| \| \| \| \| \| \| \| \| \| \| \| |        |                                                                               |     |                |    |  |
| |        |                                                                               | 1.  | 2.             | 3. |  |
| 1. |        | Vicky Bernerová Ann Haydonová-Jonesová                                        | 0 6 | 3 6            |    |  |
| 2. |        | Faye Urbanová Winnie Shawová                                                  | 2 6 | 2 6            |    |  |
| 3. |        | Brenda Nunnsová / Faye Urbanová Ann Haydonová-Jonesová / Elizabeth Starkieová | 6 8 | 3 6            |    |  |
| |        |                                                                               |     |                |    |  |
| |        |                                                                               |     |                |    |  |
| |        |                                                                               |     |                |    |  |
| |        |                                                                               |     |                |    |  |
| |        |                                                                               |     |                |    |  |

#### Polsko vs. Československo
| | Polsko | 0 :                                                                 | 3   | Československo |    |  |
| --- | ------ | ------------------------------------------------------------------- | --- | -------------- | -- |  |
| Turin Press Sporting Club, Turín, Itálie 12. května 1966 antuka (venku) |        |                                                                     |     |                |    |  |
| \| \| \| \| 1. \| 2. \| 3. \| \| \| -- \| \| ------------------------------------------------------------------- \| --- \| --- \| -- \| \| \| 1. \| \| Danula Rylská Vlasta Kodešová \| 2 6 \| 1 6 \| \| \| \| 2. \| \| Barbara Olszewská Jitka Volavková \| 1 6 \| 1 6 \| \| \| \| 3. \| \| Barbara Olszewská / Danula Rylská Jitka Volavková / Vlasta Kodešová \| 2 6 \| 2 6 \| \| \| \| \| \| \| \| \| \| \| \| \| \| \| \| \| \| \| \| \| \| \| \| \| \| \| \| \| \| \| \| \| \| \| \| \| \| \| \| \| \| \| |        |                                                                     |     |                |    |  |
| |        |                                                                     | 1.  | 2.             | 3. |  |
| 1. |        | Danula Rylská Vlasta Kodešová                                       | 2 6 | 1 6            |    |  |
| 2. |        | Barbara Olszewská Jitka Volavková                                   | 1 6 | 1 6            |    |  |
| 3. |        | Barbara Olszewská / Danula Rylská Jitka Volavková / Vlasta Kodešová | 2 6 | 2 6            |    |  |
| |        |                                                                     |     |                |    |  |
| |        |                                                                     |     |                |    |  |
| |        |                                                                     |     |                |    |  |
| |        |                                                                     |     |                |    |  |
| |        |                                                                     |     |                |    |  |

#### Maďarsko vs. Francie
| | Maďarsko | 1 :                                                                          | 2   | Francie |    |  |
| --- | -------- | ---------------------------------------------------------------------------- | --- | ------- | -- |  |
| Turin Press Sporting Club, Turín, Itálie 12. května 1966 antuka (venku) |          |                                                                              |     |         |    |  |
| \| \| \| \| 1. \| 2. \| 3. \| \| \| -- \| \| ---------------------------------------------------------------------------- \| --- \| --- \| -- \| \| \| 1. \| \| Klara Bardóczyová Françoise Durrová \| 2 6 \| 0 6 \| \| \| \| 2. \| \| Erzsébet Széllová Evelyne Terrasová \| 6 1 \| 6 1 \| \| \| \| 3. \| \| Klara Bardóczyová / Erzsébet Széllová Françoise Durrová / Janine Lieffrigová \| 1 6 \| 0 6 \| \| \| \| \| \| \| \| \| \| \| \| \| \| \| \| \| \| \| \| \| \| \| \| \| \| \| \| \| \| \| \| \| \| \| \| \| \| \| \| \| \| \| |          |                                                                              |     |         |    |  |
| |          |                                                                              | 1.  | 2.      | 3. |  |
| 1. |          | Klara Bardóczyová Françoise Durrová                                          | 2 6 | 0 6     |    |  |
| 2. |          | Erzsébet Széllová Evelyne Terrasová                                          | 6 1 | 6 1     |    |  |
| 3. |          | Klara Bardóczyová / Erzsébet Széllová Françoise Durrová / Janine Lieffrigová | 1 6 | 0 6     |    |  |
| |          |                                                                              |     |         |    |  |
| |          |                                                                              |     |         |    |  |
| |          |                                                                              |     |         |    |  |
| |          |                                                                              |     |         |    |  |
| |          |                                                                              |     |         |    |  |

#### Švédsko vs. Spojené státy americké
| | Švédsko | 0 :                                                                           | 3   | Spojené státy americké |    |  |
| --- | ------- | ----------------------------------------------------------------------------- | --- | ---------------------- | -- |  |
| Turin Press Sporting Club, Turín, Itálie 12. května 1966 antuka (venku) |         |                                                                               |     |                        |    |  |
| \| \| \| \| 1. \| 2. \| 3. \| \| \| -- \| \| ----------------------------------------------------------------------------- \| --- \| --- \| -- \| \| \| 1. \| \| Christina Sandbergová Billie Jean Kingová \| 2 6 \| 3 6 \| \| \| \| 2. \| \| Eva Lundquistová Julie Heldmanová \| 4 6 \| 0 6 \| \| \| \| 3. \| \| Ingrid Bentzerová / Eva Lundquistová Carole Graebnerová / Billie Jean Kingová \| 3 6 \| 1 6 \| \| \| \| \| \| \| \| \| \| \| \| \| \| \| \| \| \| \| \| \| \| \| \| \| \| \| \| \| \| \| \| \| \| \| \| \| \| \| \| \| \| \| |         |                                                                               |     |                        |    |  |
| |         |                                                                               | 1.  | 2.                     | 3. |  |
| 1. |         | Christina Sandbergová Billie Jean Kingová                                     | 2 6 | 3 6                    |    |  |
| 2. |         | Eva Lundquistová Julie Heldmanová                                             | 4 6 | 0 6                    |    |  |
| 3. |         | Ingrid Bentzerová / Eva Lundquistová Carole Graebnerová / Billie Jean Kingová | 3 6 | 1 6                    |    |  |
| |         |                                                                               |     |                        |    |  |
| |         |                                                                               |     |                        |    |  |
| |         |                                                                               |     |                        |    |  |
| |         |                                                                               |     |                        |    |  |
| |         |                                                                               |     |                        |    |  |

### Čtvrtfinále

#### Austrálie vs. Nizozemsko
| | Austrálie | 2 :                                                                      | 1   | Nizozemsko |    |  |
| --- | --------- | ------------------------------------------------------------------------ | --- | ---------- | -- |  |
| Turin Press Sporting Club, Turín, Itálie 13. května 1966 antuka (venku) |           |                                                                          |     |            |    |  |
| \| \| \| \| 1. \| 2. \| 3. \| \| \| -- \| \| ------------------------------------------------------------------------ \| --- \| --- \| -- \| \| \| 1. \| \| Gail Benedettiová Betty Stoveová \| 2 6 \| 4 6 \| \| \| \| 2. \| \| Judy Tegartová Els Veentjerová \| 6 0 \| 6 0 \| \| \| \| 3. \| \| Karen Krantzckeová / Judy Tegartová Gertruida Walhofová / Betty Stoveová \| 6 1 \| 8 6 \| \| \| \| \| \| \| \| \| \| \| \| \| \| \| \| \| \| \| \| \| \| \| \| \| \| \| \| \| \| \| \| \| \| \| \| \| \| \| \| \| \| \| |           |                                                                          |     |            |    |  |
| |           |                                                                          | 1.  | 2.         | 3. |  |
| 1. |           | Gail Benedettiová Betty Stoveová                                         | 2 6 | 4 6        |    |  |
| 2. |           | Judy Tegartová Els Veentjerová                                           | 6 0 | 6 0        |    |  |
| 3. |           | Karen Krantzckeová / Judy Tegartová Gertruida Walhofová / Betty Stoveová | 6 1 | 8 6        |    |  |
| |           |                                                                          |     |            |    |  |
| |           |                                                                          |     |            |    |  |
| |           |                                                                          |     |            |    |  |
| |           |                                                                          |     |            |    |  |
| |           |                                                                          |     |            |    |  |

#### Západní Německo vs. Itálie
| | Západní Německo | 2 :                                                                    | 1   | Itálie |     |  |
| --- | --------------- | ---------------------------------------------------------------------- | --- | ------ | --- |  |
| Turin Press Sporting Club, Turín, Itálie 13. května 1966 antuka (venku) |                 |                                                                        |     |        |     |  |
| \| \| \| \| 1. \| 2. \| 3. \| \| \| -- \| \| ---------------------------------------------------------------------- \| --- \| --- \| --- \| \| \| 1. \| \| Helga Niessenová Maria-Teresa Riedlová \| 6 3 \| 6 4 \| \| \| \| 2. \| \| Edda Budingová Lea Pericoliová \| 4 6 \| 6 3 \| 7 5 \| \| \| 3. \| \| Helga Niessenová / Helga Höslová Sylvana Lazzarinová / Lea Pericoliová \| 6 8 \| 5 7 \| \| \| \| \| \| \| \| \| \| \| \| \| \| \| \| \| \| \| \| \| \| \| \| \| \| \| \| \| \| \| \| \| \| \| \| \| \| \| \| \| \| \| |                 |                                                                        |     |        |     |  |
| |                 |                                                                        | 1.  | 2.     | 3.  |  |
| 1. |                 | Helga Niessenová Maria-Teresa Riedlová                                 | 6 3 | 6 4    |     |  |
| 2. |                 | Edda Budingová Lea Pericoliová                                         | 4 6 | 6 3    | 7 5 |  |
| 3. |                 | Helga Niessenová / Helga Höslová Sylvana Lazzarinová / Lea Pericoliová | 6 8 | 5 7    |     |  |
| |                 |                                                                        |     |        |     |  |
| |                 |                                                                        |     |        |     |  |
| |                 |                                                                        |     |        |     |  |
| |                 |                                                                        |     |        |     |  |
| |                 |                                                                        |     |        |     |  |

#### Velká Británie vs. Československo
| | Velká Británie | 3 :                                                                             | 0   | Československo |     |  |
| --- | -------------- | ------------------------------------------------------------------------------- | --- | -------------- | --- |  |
| Turin Press Sporting Club, Turín, Itálie 13. května 1966 antuka (venku) |                |                                                                                 |     |                |     |  |
| \| \| \| \| 1. \| 2. \| 3. \| \| \| -- \| \| ------------------------------------------------------------------------------- \| --- \| --- \| --- \| \| \| 1. \| \| Winnie Shawová Jitka Volavková \| 6 4 \| 7 9 \| 6 4 \| \| \| 2. \| \| Ann Haydonová-Jonesová Vlasta Kodešová \| 4 6 \| 6 2 \| 6 1 \| \| \| 3. \| \| Ann Haydonová-Jonesová / Elizabeth Starkieová Jitka Volavková / Vlasta Kodešová \| 6 3 \| 6 4 \| \| \| \| \| \| \| \| \| \| \| \| \| \| \| \| \| \| \| \| \| \| \| \| \| \| \| \| \| \| \| \| \| \| \| \| \| \| \| \| \| \| \| |                |                                                                                 |     |                |     |  |
| |                |                                                                                 | 1.  | 2.             | 3.  |  |
| 1. |                | Winnie Shawová Jitka Volavková                                                  | 6 4 | 7 9            | 6 4 |  |
| 2. |                | Ann Haydonová-Jonesová Vlasta Kodešová                                          | 4 6 | 6 2            | 6 1 |  |
| 3. |                | Ann Haydonová-Jonesová / Elizabeth Starkieová Jitka Volavková / Vlasta Kodešová | 6 3 | 6 4            |     |  |
| |                |                                                                                 |     |                |     |  |
| |                |                                                                                 |     |                |     |  |
| |                |                                                                                 |     |                |     |  |
| |                |                                                                                 |     |                |     |  |
| |                |                                                                                 |     |                |     |  |

#### Francie vs. Spojené státy americké
| | Francie | 1 :                                                                             | 2   | Spojené státy americké |     |  |
| --- | ------- | ------------------------------------------------------------------------------- | --- | ---------------------- | --- |  |
| Turin Press Sporting Club, Turín, Itálie 13. května 1966 antuka (venku) |         |                                                                                 |     |                        |     |  |
| \| \| \| \| 1. \| 2. \| 3. \| \| \| -- \| \| ------------------------------------------------------------------------------- \| --- \| --- \| --- \| \| \| 1. \| \| Janine Lieffrigová Julie Heldmanová \| 0 6 \| 4 6 \| \| \| \| 2. \| \| Françoise Durrová Billie Jean Kingová \| 7 5 \| 2 6 \| 3 6 \| \| \| 3. \| \| Françoise Durrová / Janine Lieffrigová Carole Graebnerová / Billie Jean Kingová \| 6 3 \| 6 4 \| \| \| \| \| \| \| \| \| \| \| \| \| \| \| \| \| \| \| \| \| \| \| \| \| \| \| \| \| \| \| \| \| \| \| \| \| \| \| \| \| \| \| |         |                                                                                 |     |                        |     |  |
| |         |                                                                                 | 1.  | 2.                     | 3.  |  |
| 1. |         | Janine Lieffrigová Julie Heldmanová                                             | 0 6 | 4 6                    |     |  |
| 2. |         | Françoise Durrová Billie Jean Kingová                                           | 7 5 | 2 6                    | 3 6 |  |
| 3. |         | Françoise Durrová / Janine Lieffrigová Carole Graebnerová / Billie Jean Kingová | 6 3 | 6 4                    |     |  |
| |         |                                                                                 |     |                        |     |  |
| |         |                                                                                 |     |                        |     |  |
| |         |                                                                                 |     |                        |     |  |
| |         |                                                                                 |     |                        |     |  |
| |         |                                                                                 |     |                        |     |  |

### Semifinále

#### Austrálie vs. Západní Německo
| | Austrálie | 1 :                                                                | 2    | Západní Německo |     |  |
| --- | --------- | ------------------------------------------------------------------ | ---- | --------------- | --- |  |
| Turin Press Sporting Club, Turín, Itálie 14. května 1966 antuka (venku) |           |                                                                    |      |                 |     |  |
| \| \| \| \| 1. \| 2. \| 3. \| \| \| -- \| \| ------------------------------------------------------------------ \| ---- \| --- \| --- \| \| \| 1. \| \| Judy Tegartová Edda Budingová \| 10 8 \| 4 6 \| 2 6 \| \| \| 2. \| \| Karen Krantzckeová Helga Niessenová \| 3 6 \| 3 6 \| \| \| \| 3. \| \| Karen Krantzckeová / Judy Tegartová Edda Budingová / Helga Höslová \| 2 6 \| 6 2 \| 6 0 \| \| \| \| \| \| \| \| \| \| \| \| \| \| \| \| \| \| \| \| \| \| \| \| \| \| \| \| \| \| \| \| \| \| \| \| \| \| \| \| \| \| |           |                                                                    |      |                 |     |  |
| |           |                                                                    | 1.   | 2.              | 3.  |  |
| 1. |           | Judy Tegartová Edda Budingová                                      | 10 8 | 4 6             | 2 6 |  |
| 2. |           | Karen Krantzckeová Helga Niessenová                                | 3 6  | 3 6             |     |  |
| 3. |           | Karen Krantzckeová / Judy Tegartová Edda Budingová / Helga Höslová | 2 6  | 6 2             | 6 0 |  |
| |           |                                                                    |      |                 |     |  |
| |           |                                                                    |      |                 |     |  |
| |           |                                                                    |      |                 |     |  |
| |           |                                                                    |      |                 |     |  |
| |           |                                                                    |      |                 |     |  |

#### Velká Británie vs. Spojené státy americké
| | Velká Británie | 1 :                                                                                    | 2   | Spojené státy americké |     |  |
| --- | -------------- | -------------------------------------------------------------------------------------- | --- | ---------------------- | --- |  |
| Turin Press Sporting Club, Turín, Itálie 14. května 1966 antuka (venku) |                |                                                                                        |     |                        |     |  |
| \| \| \| \| 1. \| 2. \| 3. \| \| \| -- \| \| -------------------------------------------------------------------------------------- \| --- \| --- \| --- \| \| \| 1. \| \| Winnie Shawová Julie Heldmanová \| 4 6 \| 7 5 \| 3 6 \| \| \| 2. \| \| Ann Haydonová-Jonesová Billie Jean Kingová \| 6 1 \| 6 4 \| \| \| \| 3. \| \| Ann Haydonová-Jonesová / Elizabeth Starkieová Carole Graebnerová / Billie Jean Kingová \| 6 4 \| 3 6 \| 0 6 \| \| \| \| \| \| \| \| \| \| \| \| \| \| \| \| \| \| \| \| \| \| \| \| \| \| \| \| \| \| \| \| \| \| \| \| \| \| \| \| \| \| |                |                                                                                        |     |                        |     |  |
| |                |                                                                                        | 1.  | 2.                     | 3.  |  |
| 1. |                | Winnie Shawová Julie Heldmanová                                                        | 4 6 | 7 5                    | 3 6 |  |
| 2. |                | Ann Haydonová-Jonesová Billie Jean Kingová                                             | 6 1 | 6 4                    |     |  |
| 3. |                | Ann Haydonová-Jonesová / Elizabeth Starkieová Carole Graebnerová / Billie Jean Kingová | 6 4 | 3 6                    | 0 6 |  |
| |                |                                                                                        |     |                        |     |  |
| |                |                                                                                        |     |                        |     |  |
| |                |                                                                                        |     |                        |     |  |
| |                |                                                                                        |     |                        |     |  |
| |                |                                                                                        |     |                        |     |  |

### Finále

#### Západní Německo vs. Spojené státy americké
| | Západní Německo | 0 :                                                                     | 3   | Spojené státy americké |     |  |
| --- | --------------- | ----------------------------------------------------------------------- | --- | ---------------------- | --- |  |
| Turin Press Sporting Club, Turín, Itálie 15. května 1966 antuka (venku) |                 |                                                                         |     |                        |     |  |
| \| \| \| \| 1. \| 2. \| 3. \| \| \| -- \| \| ----------------------------------------------------------------------- \| --- \| --- \| --- \| \| \| 1. \| \| Helga Niessenová Julie Heldmanová \| 6 4 \| 5 7 \| 1 6 \| \| \| 2. \| \| Edda Budingová Billie Jean Kingová \| 3 6 \| 6 3 \| 1 6 \| \| \| 3. \| \| Edda Budingová / Helga Höslová Carole Graebnerová / Billie Jean Kingová \| 4 6 \| 2 6 \| \| \| \| \| \| \| \| \| \| \| \| \| \| \| \| \| \| \| \| \| \| \| \| \| \| \| \| \| \| \| \| \| \| \| \| \| \| \| \| \| \| \| |                 |                                                                         |     |                        |     |  |
| |                 |                                                                         | 1.  | 2.                     | 3.  |  |
| 1. |                 | Helga Niessenová Julie Heldmanová                                       | 6 4 | 5 7                    | 1 6 |  |
| 2. |                 | Edda Budingová Billie Jean Kingová                                      | 3 6 | 6 3                    | 1 6 |  |
| 3. |                 | Edda Budingová / Helga Höslová Carole Graebnerová / Billie Jean Kingová | 4 6 | 2 6                    |     |  |
| |                 |                                                                         |     |                        |     |  |
| |                 |                                                                         |     |                        |     |  |
| |                 |                                                                         |     |                        |     |  |
| |                 |                                                                         |     |                        |     |  |
| |                 |                                                                         |     |                        |     |  |

### Vítěz
| Vítěz Poháru federace 1966 |
| -------------------------- |
| Spojené státy druhý titul  |